# Gabriela Masłowska

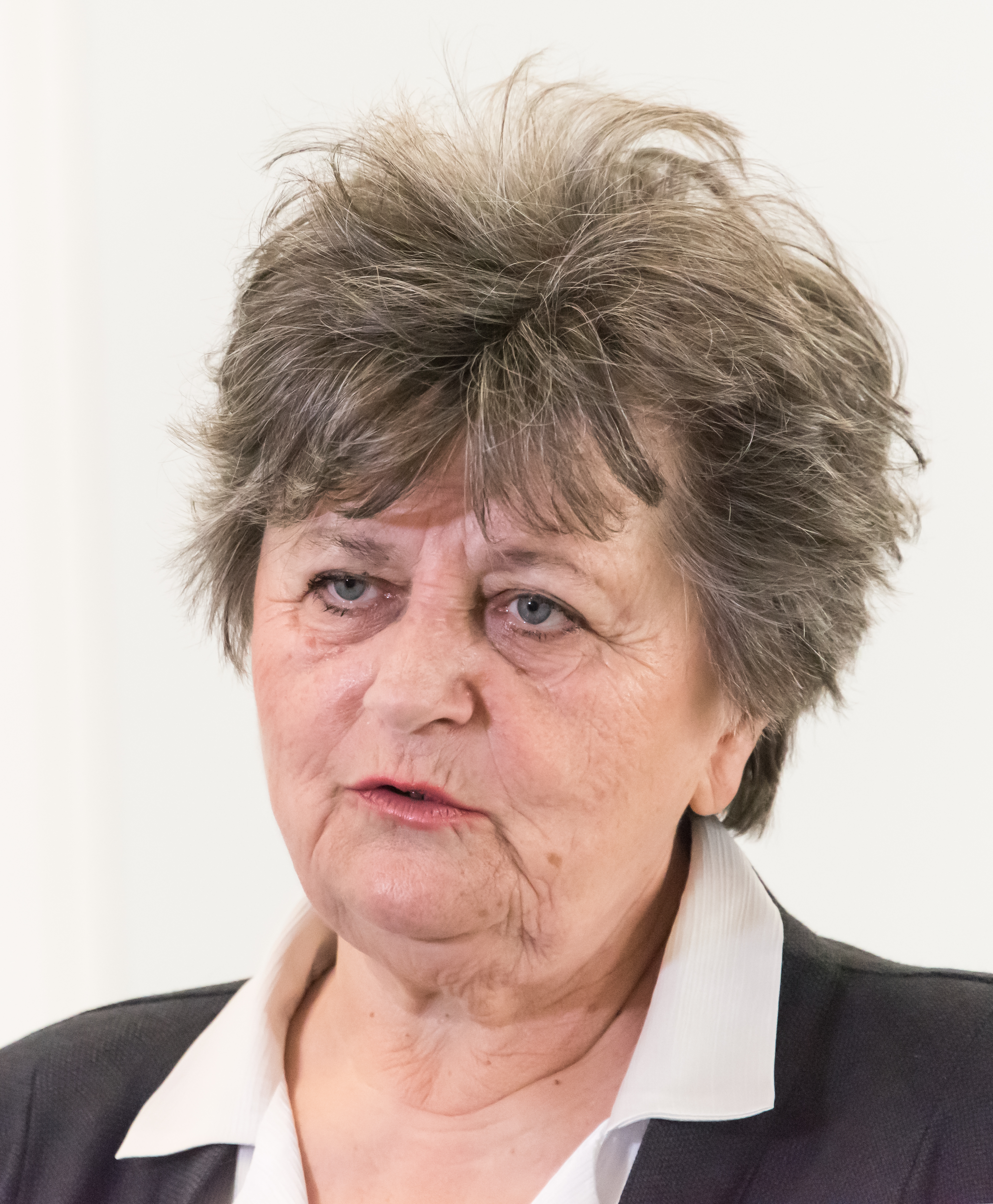
Gabriela Masłowska (2022)

Gabriela Masłowska (* 27. Juni 1950 in Batorz als Gabriela Szczuka) ist eine polnische Politikerin (LPR, RLN, PiS). Sie war von 2001 bis 2022 Abgeordnete des Sejm in der IV., V., VI., VII., VIII. und IX. Wahlperiode. Seit 2022 gehört sie dem Rada Polityki Pieniężnej der Narodowy Bank Polski an.

## Leben und Beruf
Masłowska schloss 1974 das Studium der Fakultät für Wirtschaftswissenschaften an der Maria-Curie-Skłodowska-Universität in Lublin ab. 1991 promovierte sie in den Wirtschaftswissenschaften. 1982 wurde sie mit der Arbeit „Skala produkcji a efektywność gospodarowania w indywidualnych gospodarstwach specjalistycznych“ promoviert. Sie arbeitete zunächst für das Institut für ländliche und landwirtschaftliche Entwicklung der Polnischen Akademie der Wissenschaften. Später war sie Assistentin an der Maria-Curie-Skłodowska-Universität und dann Dozentin an der Akademia Rolnicza w Lublinie und der Hochschule für Sozial- und Medienkultur in Toruń. Sie war stellvertretende Vorsitzende des rechtsgerichteten „Allpolnischen Forums der Privatisierungsvereinigungen“ und Vorsitzende der „Bürgervereinigungen für Privatisierungen“ in Lublin. Zudem war sie Pressesprecherin von Radio Maryja.
Sie ist verheiratet und hat zwei Kinder.

## Politik
Bei den Selbstverwaltungswahlen 1998 kandidierte Masłowska erfolglos auf der Liste „Stowarzyszenia Uwłaszczeniowego“ zum Sejmik der Woiwodschaft Lublin. Bei den Parlamentswahlen 2001 und 2005 wurde sie jeweils für die national-katholische Liga Polskich Rodzin (LPR) in den Sejm gewählt. Im April 2006 wurde sie gemeinsam mit ihrem Abgeordnetenkollegen Andrzej Mańka aus der LPR ausgeschlossen. Sie wurde Mitglied der parlamentarischen Gruppe Narodowe Koło Parlamentarne. Am 22. September 2006 trat sie der neuen Ruch Ludowo-Narodowy (RLN) bei. Nach dem 18. Dezember 2006 trat sie der Abgeordnetengruppe Ruch Ludowo-Chrześcijański bei, an der sich die RLN beteiligte.
Bei den Parlamentswahlen 2007 wurde sie als RLN-Mitglied über die Liste der Prawo i Sprawiedliwość (PiS) zum dritten Mal Abgeordnete des Sejm. Sie war Mitglied der Sejm Kommissionen für Gesundheit sowie Öffentliche Finanzen. 2011 trat sie gemeinsam mit Anna Sobecka und Bogusław Kowalski dann auch der PiS bei. Im selben Jahr wurde sie bei der Parlamentswahl für die PiS erneut in den Sejm gewählt. Auch bei den Wahlen 2015 und 2019 wurde sie erneut gewählt. 2022 wurde sie in den Rada Polityki Pieniężnej, das Entscheidungsorgan der Narodowy Bank Polski in Fragen der Geldpolitik, gewählt und schied daraufhin aus dem Sejm aus.